# نقطه بحرانی (ترمودینامیک)

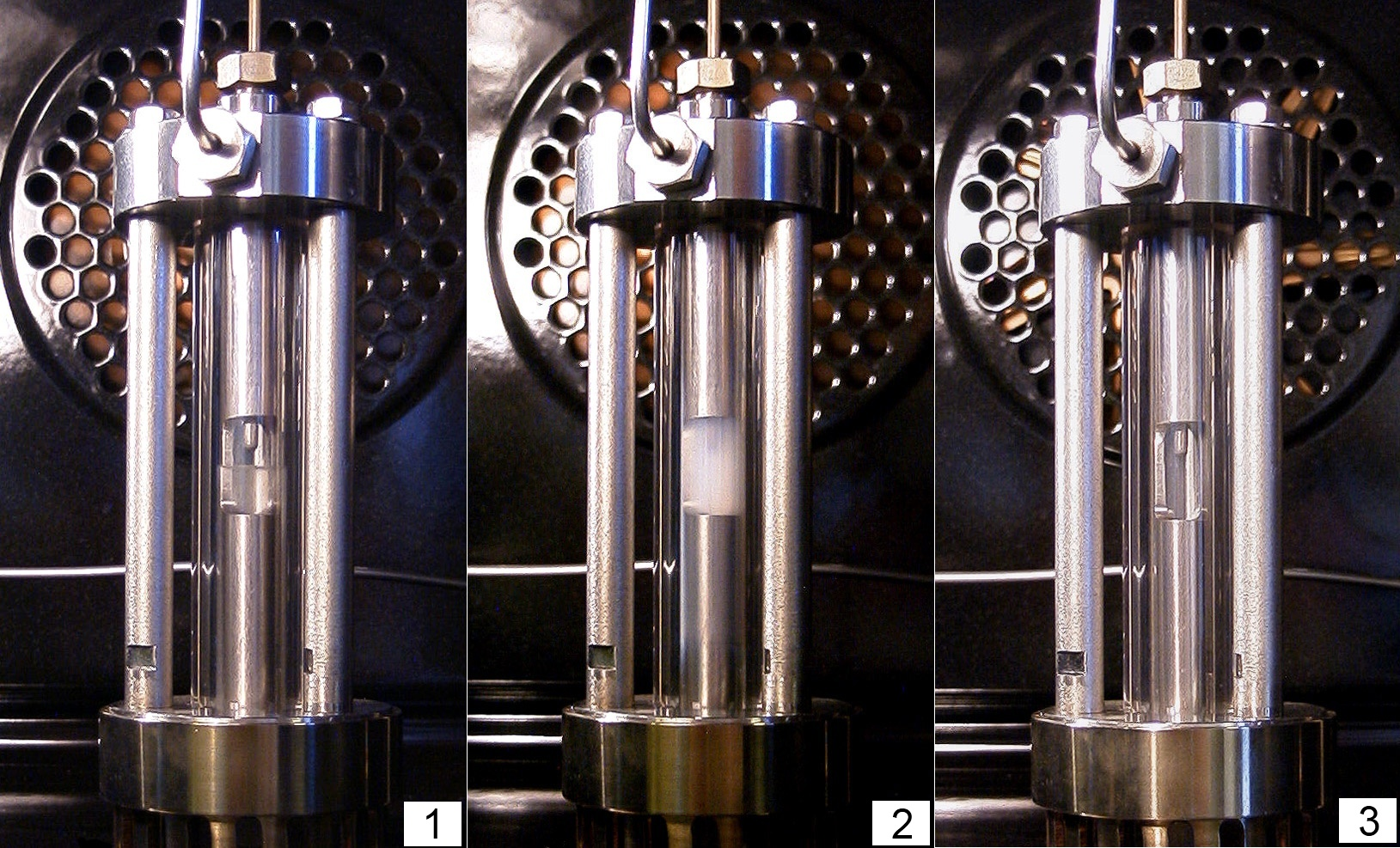
1: محلول دوفازی گاز و مایع از اتان در شرایط زیر نقطه بحرانی 2: اتان در نقطه بحرانی 3: اتان مافوق بحرانی

در شیمی‌فیزیک, ترمودینامیک, شیمی و فیزیک ماده چگال, یک نقطه بحرانی (به انگلیسی: critical point) که به نام حالت بحرانی (به انگلیسی: critical state) نیز شناخته می‌شود حالتی است که در آن مرزی بین دو فاز ماده وجود ندارد. این اتفاق در مقادیر مشخصی از دما، فشار و ترکیب رخ می‌دهد. چندین نوع نقطه بحرانی وجود دارد که شامل نقاط بحرانی بخار-مایع و نقاط بحرانی مایع-مایع است.